# Beit Ur al-Tahta
Beit Ur al-Tahta (àrab: بيت عور التحتى, Bayt ʿŪr at-Taḥtà, ‘Casa baixa d'Ur’) és una vila palestina en la governació de Ramal·lah i al-Bireh, al centre de Cisjordània. Segons l'Oficina Central d'Estadístiques de Palestina (PCBS), tenia 5.595 habitants en 2016. Està situada en el lloc de la bíblica Bethoron, en un turó al costat de Beit Ur al-Fauqa. Limita amb Kharbatha al-Misbah al sud, Beit Ur al-Fauqa al sud-est, Beitunia a l'est, Ein 'Arik i Deir Ibzi al nord-est, Kafr Ni'ma al nord, Bil'in al nord-oest, Saffa a l'oest i Beit Sira al sud-oest.

## Història

### Història antiga
El gener de 2001, es va descobrir una cova sepulcral als afores del sud del poble. La cova estava formada per dues càmeres i una porta d'arc. Entre els artefactes a l'interior de la cova hi havia diversos fragments de ceràmica, una olla de cuina, un bol i una copa que data del final del Segon Temple (segle i aC-I dC).
A l'oest de la vila es troben les ruïnes d'una capella, possiblement del període romà d'Orient, i s'hi ha trobat ceràmica del mateix període. El lloc fou mencionat en el segle xii com un feu de la basílica del Sant Sepulcre.

### Època otomana
En 1596 la vila apareix als registres fiscals otomans sota el nom de Bayt 'Ur as-Sufla i formava part de la nàhiya o subdistricte d'al-Quds al liwà o districte homònim. Tenia una població de 20 llars musulmanes i pagava impostos sobre blat, ordi, olives, cabres i / o ruscs.
En 1838 era registrada com una vila musulmana, situada a l'àrea Beni Malik a l'oest de Jerusalem.
Un viatger del segle xix que visitava la ciutat va trobar restes d'antigues fundacions, cisternes tallades en roca i una tomba que es deia que havia contingut tresors. El pare P.M. Séjourné, tornant a visitar el lloc, va notar les ruïnes d'una gran església: «El paviment de mosaic d'una important església situada al nord-est del poble ha desaparegut, almenys de moment, sota un camp de síndries. El botí dispersat de l'edifici cristià ha enriquit la mesquita moderna veïna i moltes fòssils a la vora. Fragments d'un fris graciós, capitell amb acant corintis esculpits en marbre blanc, Les columnes i les pedres no s'utilitzen al llarg de les carreteres.»
Un altre investigador, Victor Guérin, va veure dues columnes de l'església dins de la mesquita local. Basant-se en aquestes troballes, va concloure que el poble havia estat cristià i que havia tingut una gran església de tres naus.
Una llista oficial de pobles otomans d'aproximadament 1870 va demostrar que Bet Ur et-Tatha tenia 35 cases i una població de 185, tot i que només comptava amb els homes.

### Després de 1948
En la vespra de guerra araboisraeliana de 1948, i després dels acords d'armistici araboisraelians de 1949, Beit Ur al-Tahta fou ocupada pel regne haixemita de Jordània. Després de la Guerra dels Sis Dies de 1967 va romandre sota l'ocupació israeliana.
A la dècada de 1980 i 1990, els terrenys pertanyents a Beit Ur al-Tahta van ser confiscats pel govern d'Israel per construir la carretera 443 al llarg del pas de Bethoron. Una petició desafiant el trasllat presentat a la Cort Suprema d'Israel el setembre de 1983 va ser rebutjada per Aharon Barak, qui va dictaminar que, segons el dret internacional, un govern militar té dret a infringir la propietat privada si es compleixen diverses condicions, que indiquin que "el pas es pren en benefici de la població local". La carretera 443 va servir inicialment com una via d'aproximació principal que unia els 25.000 habitants de sis pobles entre ells i Ramal·lah. Després de l'esclat de la Segona Intifada, les Forces de Defensa d'Israel van impedir l'ús palestí de la carretera i van bloquejar algunes parts sense un ordre legal, i la construcció del Mur de Cisjordània van tancar l'accés a la carretera vella, cosa que va allargar el viatge. En 2007 el Tribunal Suprem de Justícia d'Israel va ordenar a l'Estat d'Israel que expliqués per què el camí s'havia bloquejat durant set anys sense un ordre legal i per què els palestins no podien utilitzar-la.
A l'octubre de 2009, es van completar les millores d'infraestructura a Beit Ur al-Tahta, que incloïa millors carreteres i enllumenat públic. El projecte va ser finançat per American Charities for Palestine, l'Agència dels Estats Units per al Desenvolupament Internacional (USAID) i la Fundació Sheikh Mohammed Shami. El cost total era de $ 400,000.